# Chromolaena quercetorum
Chromolaena quercetorum là một loài thực vật có hoa trong họ Cúc. Loài này được (L.O.Williams) R.M.King & H.Rob. mô tả khoa học đầu tiên năm 1977.